# Інес Айхмюллер
Інес Айхмюллер (англ. Ines Eichmüller; нар. 1 травня 1980) — німецька політична та громадська діячка. Вона є однією із засновників баварського відділення Зеленої молоді, офіційної молодіжної організації політичної партії Союз 90/Зелені, і була національною речницею Зеленої молоді з 2003 по 2005 рік. Айхмюллер працювала в президії Федеральної жіночої ради Союзу 90/Зелених з 2004 по 2010 рік, а в 2009 році була речницею філії Гостенгофа. Вона одружена з Тессою Гансерер, першою відкритою трансгендерною особою, яка працювала в німецькому парламенті.

## Раннє життя та освіта
Айхмюллер народилася 1 травня 1980 року в землі Нюрнбергер, Баварія. У 1996 році за проект встановлення фотоелектричної системи на даху будівлі її школи вона була нагороджена екологічною премією міста Нюрнберга. У 2000 році Інес закінчила середню школу в Нюрнберзі. Айхмюллер продовжила вивчати політологію та соціологію в Університеті Ерланген-Нюрнберг, де вона була відзначена клубом Нюрнберзьких жінок Zonta «Нагородою молодих жінок у громадських справах» та була членом студентського самоврядування університету.

## Політична кар'єра
Айхмюллер є активним членом Європейської ініціативи молодих осіб, які приймають рішення, Міжєвропейського форуму з питань народонаселення та розвитку сексуальних і репродуктивних прав та здоров'я. Вона працювала в штаті Клаудії Штамм під час її перебування на посаді речниці з питань гендерної рівності Союзу 90/Зелених у ландтазі Баварії. Вона була членом-засновником Green Youth Bavaria, офіційної молодіжної організації Альянсу 90/Зелених, і була речницею Баварської регіональної асоціації на державному рівні організації з 1998 по 2000 рік. Айхмюллер координувала спеціалізований форум асоціації з питань рівності, а з березня 2003 по травень 2005 року вона була національною представницею Зеленої молоді. Раніше вона обіймала посаду окружного голови Союзу 90/Зелених у Нюрнберзі з 2000 по 2002 рік. У 2003 році була кандидатом на виборах до міської ради Нюрнберга. У 2004 році вона була призначена членом президії Федеральної жіночої ради Союзу 90/Зелених, працюючи на цій посаді до 2010 року. У 2009 році була речницею філії Гостенгофа Союзу 90/Зелені.
Її політична робота була зосереджена на гендерній рівності, правах ЛГБТК, екологічній політиці, правах людини, а також ненасильницьких і мирних дипломатичних переговорах. З 2013 року вона бере активну участь у зборі коштів на цілі, спрямовані на припинення насильства щодо жінок і дівчат.

## Особисте життя
Айхмюллер одружена з політикинею Тессою Гансерер, але, як повідомляється, пара розлучилася. Інес має від колишнього чоловіка двох синів.